# Внутренняя политика Афганистана
Афганистан — тоталитарное теократическое исламское государство, в котором исламское движение «Талибан» обладает монополией на власть. Внутренняя политика в основном ограничивается политическими дебатами талибов и борьбой за власть. Правительство «Талибана» называет себя временным, в стране нет действующей конституции или другой основы для верховенства права. Вся власть, являющаяся по сути автократической, сосредоточена в руках эмира и его советников-священнослужителей.
На протяжении последних десятилетий внутренняя политика Афганистана была нестабильной, с частыми переворотами, гражданскими войнами и насильственной сменой власти. В 2021 году исламская фундаментальная группировка «Талибан» захватила власть в поддерживаемой США Исламской Республике Афганистан и реформировали правительство для обеспечения более строгого толкования законов шариата в соответствии с ханафитской школой.

## История
В стране существовали различные системы правления, включая монархию, республику, теократию, диктатуру и прокоммунистическое управление.
- 1709 — Мир Вайс основал династию Хотаки в Кандагаре и объявил Афганистан (землю афганцев) независимым государством;
- 1747 — Ахмад-шах Дуррани основал Дурранийскую империю и значительно расширил её территорию;
- 1838 — Британская империя в ходе Первой англо-афганской войны вторглась в Афганистан, чем положила начало дальнейшему европейскому влиянию в стране.
- 1840 — Начало геополитического соперничества между Британской и Российской империями за господство в Центральной Азии, в том числе в Афганистане, получило название Большая игра.
- 1919 — После окончания Третьей англо-афганской войны на престол вступил Аманулла-хан, положив вскоре конец британскому влиянию в стране.
- 1973 — Премьер-министр и член королевской семьи Мухаммед Дауд возглавил военный переворот, приведший к свержению монархической власти короля Мохаммада Захир-шаха.
- 1978 — Мухаммед Дауд свергнут и убит в результате Саурской революции, в результате которой к власти пришла Народно-демократическая партия Афганистана.
- 1979 — Генеральный секретарь НДПА Нур Мухаммад Тараки смещён Хафизуллой Амином. После вторжения СССР в Афганистан Амин был убит и новым лидером стал Бабрак Кармаль.
- 1987 — Кармаля сменил на посту Мохаммад Наджибулла, после чего в стране начала наблюдаться некоторая стабильность.
- 1989 — СССР выводит все свои войска из страны. Посольство США в Кабуле было закрыто по соображениям безопасности.
- 1992 — После падения народно-демократического правительства Наджибуллы и к власти приходят афганские моджахеды в лице Совета Джихада. Возникло Исламское Государство Афганистан во главе с Бурхануддином Раббани.
- 1996 — Мухаммед Омар, основатель Исламского Эмирата Афганистан, провозглашён эмиром (верховным лидером), и его силы Талибана начинают завоевывать северные районы страны.
- 2001 — США и силы коалиции вторглись в Афганистан с целью поимки Усамы бен Ладена и членов «Аль-Каиды».
- 2004 — Лойя-джирга (Высший совет, в который входят лидеры всех народов, племён и группировок Афганистана) приняла новую Конституцию. Проведены первые президентские выборы, на которых победил Хамид Карзай.
- 2014 — Новым президентом выбран Ашраф Гани, а главой правительства стал Абдуллa Aбдулла.
- 2021 — В ходе наступления талибы заняли Кабул и захватили власть в стране. Президент Ашраф Гани бежал в ОАЭ.

## Конституция
Афганистан в настоящее время функционирует без конституции или каких-либо оснований для верховенства права. Правительство называет себя «временным». Правление «Талибана» регламентируется декретом, а власти на местах применяют закон, основываясь на своей интерпретации шариата.
Талибы исторически рассматривали Коран как свою конституцию. Совет улемов (ученых-богословов) разработал дастур (основной закон), который был одобрен Верховным судом в 1998 году и повторно утвержден для повстанцев в июле 2005 года в ответ на обнародование Конституции Исламской Республики 2004 года. Дастур является довольно расплывчатым в формулировках документом. Он утвердил Мухаммеда Омара верховным лидером и возложил на эту должность высшую власть, не описывая процесс её избрания или ограничений. В дастуре говорится, что верховным лидером должен быть мужчина-мусульманин, суннит и приверженец ханафитского учения. Дастур также учредил однопалатный совет шуры как высший законодательный орган, все члены которого назначаются верховным лидером. Допускает создание Совета министров во главе с председателем, роль которого заключается в реализации целей и задач государственной политики.
После возвращения талибов к власти в 2021 году они объявили, что планирует применять Конституцию 1964 года времён последнего короля Афганистана Захир-шаха, за исключением положений, которые противоречат шариату. При этом эксперты отметили, что между дастуром и Конституцией 1964 года мало противоречий. В августе 2022 года губернатор Парвана заявил, что верховный лидер Хайбатулла Ахундзада объявил Конституцию 2004 года упраздненной и приказал правительству не использовать Конституцию 1964 года в качестве её замены, поскольку ни одна из них не совместима с шариатом.
Комитет по разработке проекта новой Конституции был сформирован в начале 2022 года, однако с тех пор никаких сообщений о его деятельности не поступало. В сентябре 2022 года исполняющий обязанности заместителя министра юстиции Маулви Абдул Карим заявил, что Коран, по сути, действует как Конституция, и все вопросы могут решаться посредством применения ханафитского закона без письменной Конституции. Однако он добавил, что министерство подготовит Конституцию на основе Корана и ханафитского закона, если такое прошение направит верховный лидер.

## Структура власти

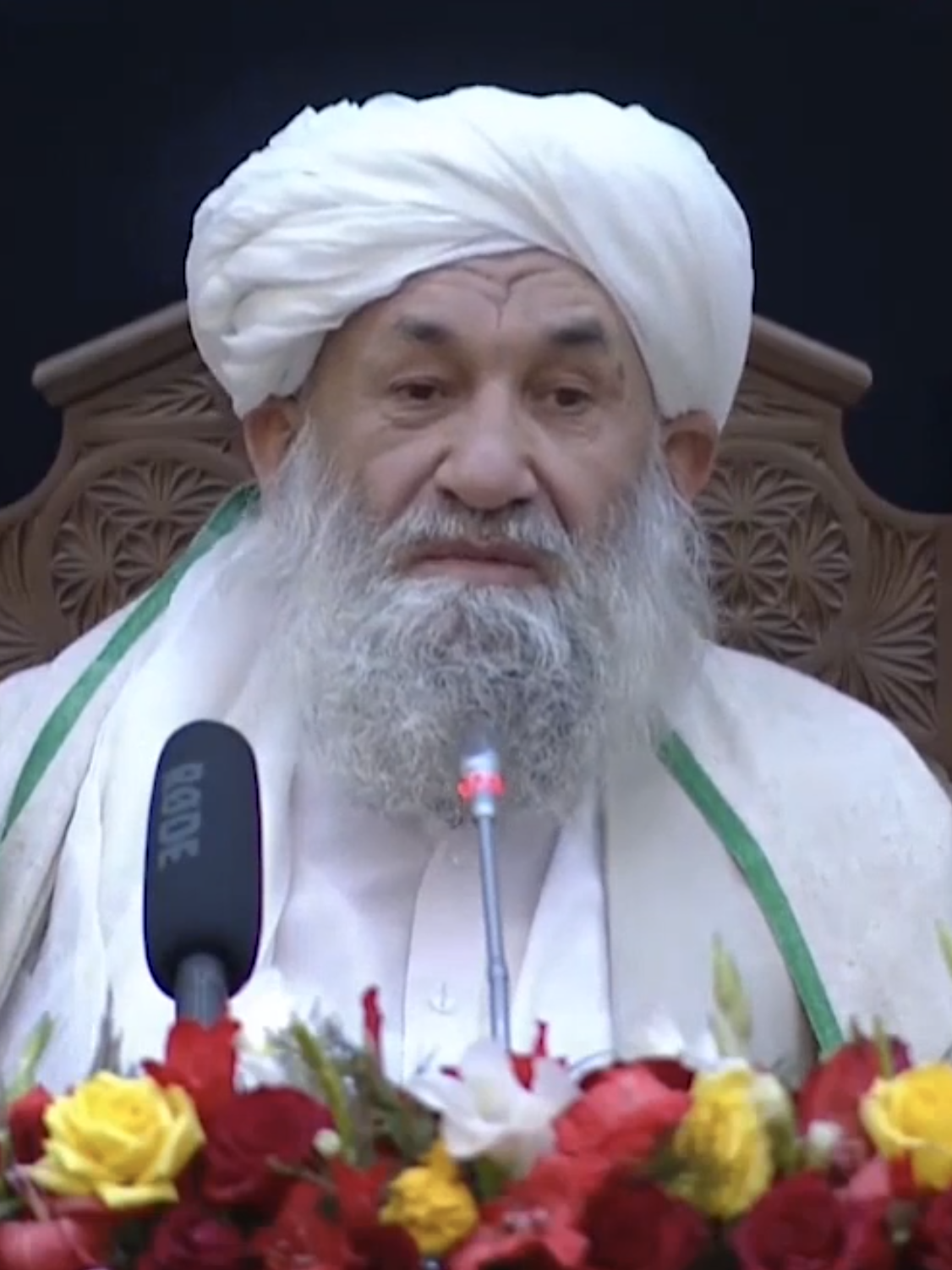
Премьер-министр Афганистана Хасан Ахунд

### Эмир
Хайбатулла Ахундзада — верховный лидер Афганистана, имеющий полномочия принимать все политические, военные, религиозные решения и правительственные назначения. Большая часть его функций выполняется совместно с Рахбари Шурой (Верховным советом), который контролирует работу кабинета министров и председателя правительства (премьер-министра). Рахбари Шура совместно с Ахундзадой назначает людей на ключевые должности в кабинете министров, включая должность председателя правительства, его заместителя, министра иностранных дел и министра внутренних дел.
В настоящее время верховный лидер также отвечает за формирование целей правительства Афганистана, выступая точкой единства и руководящим звеном между разными фракциями Талибана. Наделенный статусом мавлави и обладая знаниями фикх, Хайбатулла Ахундзады получил широкое уважение среди талибов и, таким образом, считается объединяющей фигурой.

### Руководящий совет
Рахбари Шура (Верховный совет) — совет из 26 членов, помогающий верховному лидеру (эмиру) в управлении Афганистаном. По словам заместителя министра информации и официального представителя правительства Забиулла Муджахид, Рахбари Шура будет контролировать работу правительства и играть главную роль в его ключевых решениях. Совет функционирует в соответствии с моделью принятия решений на основе консенсуса. Тем не менее, верховный лидер всё ещё может отменить или обойти решения совета, так как принятая модель консенсуса является конституционным обычаем.

### Правительство
7 сентября 2021 года движение Талибан сформировало переходное (временное) правительство Исламского Эмирата Афганистан, все министерские портфели в котором получили мужчины. В состав правительства, которое возглавил Хасан Ахунд, вошли 33 человека, не считая Хайбатуллу Ахундзады. Два министра были таджиками, один — узбеком, а все остальные принадлежали к пуштунской этнической группе. Некоторые члены правительства были министрами в предыдущий период правления талибов с 1996 по 2001 год. 21 сентября 2021 года Забиулла Муджахид объявил о расширении переходного правительства, назначив заместителей министров.

## Политика

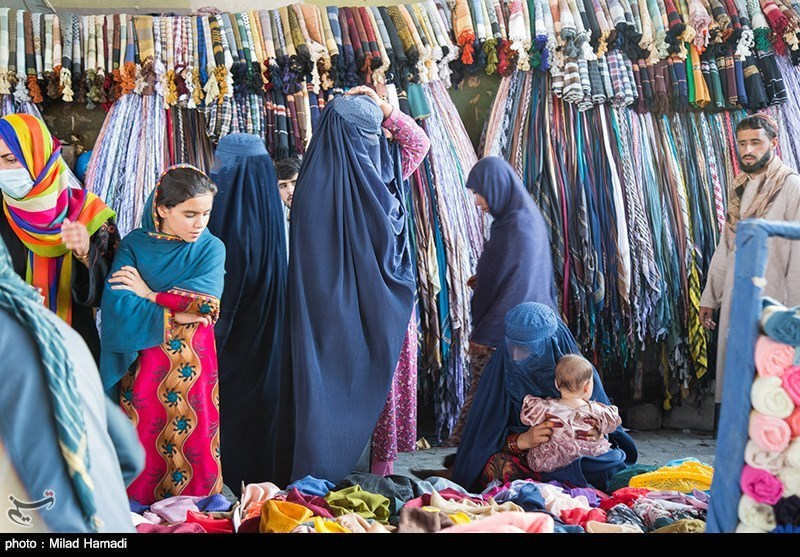
Женщины в парандже на рынке в Кабуле в сентябре 2021 года

С 2021 года политика талибов в Афганистане, как исламском государстве, заключается в соблюдении законов шариата. Ислам является официальной религией — все законы должны быть совместимы с исламской моралью, а президент и вице-президент должны быть мусульманами. Приход к власти талибов прекратил масштабный вооруженный конфликт в стране, длившийся 20 лет, в результате чего значительно сократилось количество жертв среди мирного афганского населения. Достигнута внутренняя легитимность новой власти при отсутствии абсолютной поддержки определенной части молодежи, женщин и интеллигенции. За время нахождения талибов у власти наблюдаются доминирование неправового государства, коллапс социально-экономической системы, рост бедности и безработицы, торговля людьми и человеческими органами, кризис системы образования, рост количества беженцев из Афганистана в другие страны, включая эммиграцию специалистов разного профиля, рост уровня коррупции и оборота наркотиков. Регулярным преследованиям в стране подвергаются хазарейцы — ираноязычный народ, населяющие центральный Афганистан. Многие из них были насильственно выселены из своих домов и казнены.
15 октября 2021 года талибы объявили о создании нового Верховного суда, после чего судебные нормы шариата получили более широкое распространение в стране. Суд объявил о возвращении к публичному бичеванию мужчин и женщин за такие преступления, как грабеж и супружеская измена. Верховный лидер талибов, приказал судьям полностью обеспечить выполнение всех жестких аспектов исламского права, которое включает в себя публичные казни, побивание камнями, порку и ампутацию конечностей. 7 декабря 2022 года состоялась первая официально подтвержденная публичная казнь в западной провинции Фарах, которую посетили более десятка высокопоставленных представителей талибов, в том числе исполняющие обязанности правительства Афганистана, а также главный судья страны.
Права женщин после 2021 года были подвергнуты радикальным изменениям. Представители движения обещали равные возможности для обоих полов, что не было воплощено в жизнь. Были введены запреты на некоторые профессии, сделано обязательным ношение бурки, которую также называют чадра (пушту چادري‎), образование для женщин стало полностью недоступным (девочкам не разрешено посещать даже начальную школу). Афганские женщины провели несколько демонстраций, которые были разогнаны представителями Талибана, что в итоге привело к запрещению несанкционированные акции протеста в стране 9 сентября 2021 года. Талибы разделили университеты на женские и мужские, а также запретили девочкам получать образование дальше шестого класса под предлогом временного закрытия старших школ. В декабре 2022 года женщинам было запрещено посещать университеты, студенток не пускали в здания патрули талибов. Ограничения, накладываемые на женщин привели к тому, что половина женщин лишилась работы. Талибы также уволили почти всех женщин из органов власти, сократив их присутствие там на 90 %.
Представители ЛГБТ-сообщества вынуждены держать в секрете свою гендерную идентичность и сексуальную ориентацию, опасаясь преследований, запугиваний, насилия и смертной казни. Религиозный характер страны ограничивал любые возможности для публичного обсуждения данной темы, а на любое упоминание гомосексуализма и связанных с ним терминов наложено табу. В отличие от предыдущего республиканского правительства, талибы открыто принимали участие в убийствах представителей ЛГБТ.
После падения режима Талибов в начале 2000-х годов в Афганистане получила широкое распространение традиция бача-бази — вид сексуального рабства и детской проституции, вовлекающий мальчиков допубертатного возраста в исполнение эротических танцев в женском образе перед клиентами, которые могут также «купить» исполнителя для сексуального удовлетворения. В 2021 году, после второго прихода талибов к власти, было объявлено, что на территории Исламского Эмирата Афганистан бача-бази будет караться смертной казнью.
Не редки случаи обвинения в адрес сотрудников Управления национальной безопасности Афганистана в создании секретных тюрем, пытках подозреваемых и преследовании журналистов. Их также обвиняют в убийствах мирных жителей во время правительственных рейдов. Правозащитники, активисты движения за гражданские права и работники СМИ подвергаются постоянным угроза и запугиваниям при новом правительстве талибов. Также после 2021 года усилилась цензура телевизионных программ на официальных каналах. В марте 2022 года министерство по пропаганде добродетели и предотвращению порока запретило показ всех иностранных сериалов и фильмов. Религиозные меньшинства могут свободно исповедовать свою религию, но им не разрешается её проповедовать.
С момента прихода к власти талибов в 2021 году поступали сообщения о фракционности и разногласиях между их различными группировками по ряду политических, экономических и социальных вопросов, включая назначения в новом правительстве. В число фракций, вовлечённых в дискуссии, входят как умеренные политические деятели, религиозные фундаменталисты, джихадисты, так и сеть Хаккани.